# レーマーグラスと懐中時計のある静物
『レーマーグラスと懐中時計のある静物』（レーマーグラスとかいちゅうどけいのあるせいぶつ、蘭: Stilleven met roemer en horloge、英: Still Life with a Roemer and Watch）は、オランダ絵画黄金時代の画家ウィレム・クラースゾーン・ヘーダが画業初期の1629年に板上に油彩で制作した絵画である。画面下部左側のテーブルの端に「Heda. / 1629」という画家の署名と制作年が記されている。作品は1895年以来、デン・ハーグのマウリッツハイス美術館に所蔵されている。

## 作品
限られた品数をテーブルに並べ、無地を背景にしたモノクロームのヘーダの静物画は同じ画家仲間であったピーテル・クラースゾーンの作品と共通しており、「朝食」、あるいは「晩餐」作品と呼ばれる。本作では、ケッパーの載った魚、レモン、パン、ヘーゼルナッツ、グラス、銀の杯などが茶色、灰色を中心とした色彩の中で統一感を与えられている。一見したところ、これらの事物の並べ方には脈絡がないように見えるが、すべては熟慮の後に明確な理由で配置されたものである。また、画家は素材の生々しい質感、多様な性質の表面を照らす光の絶妙な描写によって、鑑賞者の目を奪うことを目指している。

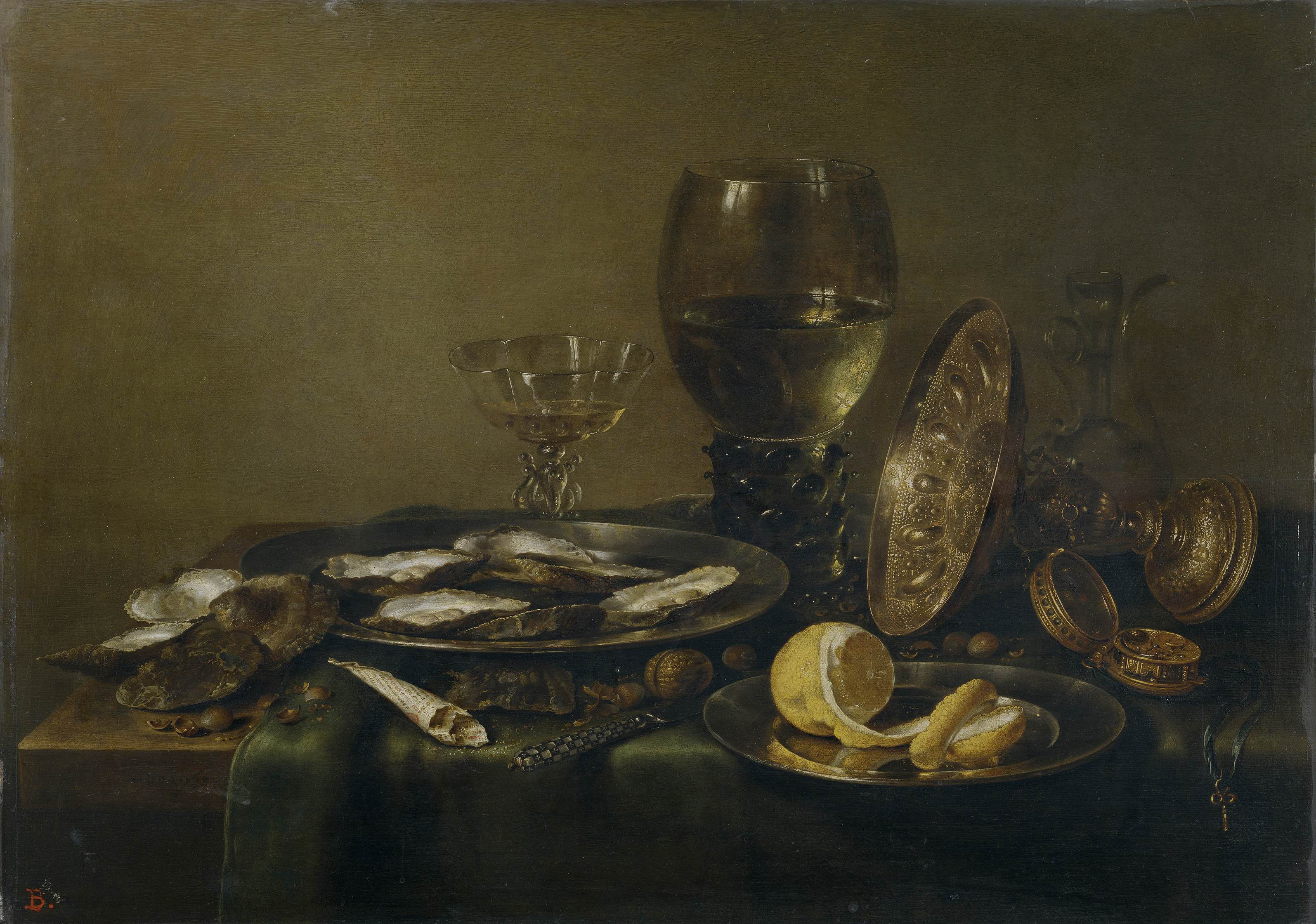
ウィレム・クラースゾーン・ヘーダ『静物』 (1632年)、プラド美術館、マドリード

左側にあるレーマーグラスに注ぐ光は窓から差し込む光を想像させ、グラスの脚の突起は光を受けてまたたく。さらに、ヘーダは倒れているベルケマイヤーグラスを用いて、その内側に反射する光の輝きと、透けて見える皿と銀の浅い鉢を描く妙技を披露している。レモンの皮は剥かれているが、それにより果汁の多い柔らかな果肉と厚くざらついた皮を描き分ける技量が示されている。さらに、テーブルの端からはみ出しているピューター (しろめ) の皿を用い、ヘーダは画面に奥行き感を与えると同時に、皿が鑑賞者に触れられそうな錯覚を起こしている。
画面下部左端には、17世紀のオランダの静物画に多く登場する懐中時計が見える。時計は人生の儚さを象徴するもので、ねじを巻き上げるために蓋が開けられている。なお、青いリボンで結わえられたこの時計は、レーマーグラス、ピューターの皿、レモン、ヘーゼルナッツなどと同様にヘーダのほかの作品にも登場する。彼の作品はあらかじめ定められた大枠に従い、その中に同じモティーフを異なる配置で描いたものであるが、それは多くの静物画家にも共通していえることである。